# Cultura huancavilca
Los huancavilcas o guancavilcas (600 d. C.-1530 d. C.) son un grupo nativo americano de la época precolombina, que según la antropología perduran en los denominados comuneros peninsulares, que se asentaban en la región litoral del Ecuador y que se extendía desde la Isla Puná y Guayaquil, por parte de la provincia del Guayas, y toda la actual provincia de Santa Elena y sur de la provincia de Manabí. Junto con la cultura Punae, y la Canzahvi (Manabi) cubren gran parte del litoral, por lo que en investigaciones arqueológicas son muchas veces llamados Huancavilcas del sur, mientras que a la cultura Manabita de la provincia de Manabí se los llama Huancavilcas del norte.

## Historia

### Origen
Algunos investigadores la llaman manteño-huancavilca pero según el arqueólogo Javier Véliz Albvarado, "Los Guancavilcas son más antiguos que los manteños, lo cual fue manifestado por Carlos Zevallos (1995: 252) y esto se puede comprobar cuando analizamos las evidencias culturales que existe en la provincia de Santa Elena, donde tenemos una secuencia que va de la cultura Guangala (500 a. C.-500 d. C.) a la cultura Guancavilca (500-1530), lo que no sucede en la provincia de Manabí, cuando tenemos evidencia de la cultura Bahía (500 a. C.-500 d. C.), pero no tenemos prueba de una transición a la cultura llamada Manteña, lo que nos lleva a pensar que fueron los Guancavilcas quienes se dirigieron al norte de la actual provincia de Santa Elena". La cultura llamada Guancavilca, es la única en Ecuador cuyo nombre obedece al grupo étnico que encontraron los españoles, según lo mencionan los cronistas de la época.  
El viajero italiano Girolamo Benzoni (1547-1550), es quien indica de manera categórica a los habitantes de esta zona, y menciona: “Pasados los límites de Puerto Viejo se entra al país de los guancavilcas y el primer pueblo que se encuentra en la costa se llama Colonchi y está situado cerca de la punta de Santa Helena.” (1985: 112).

### Ortografía del nombre
El Instituto Nacional de Patrimonio Cultural (INPC), en su libro “San Biritute: lluvia, amor y fertilidad”, confirma que el nombre es con “G”: “De acuerdo con la tesis planteada por Silvia Álvarez (2001), el gran grupo étnico que habitó la actual península de Santa Elena y que tuvo contacto con los españoles fue el Huancavilca. En este sentido, para referirnos al pueblo se utilizará la denominación Huancavilca, mas no Manteño-Huancavilca, que incluye otros territorios y especificidades. La escritura de la palabra Huancavilca con la grafía “G”, responde a la revitalización del término original, con el cual se denominó al grupo étnico de la costa sur del actual Ecuador. El término tiene legitimidad al ser usado por los cronistas tempranos e historiadores coloniales y retomado por los cientistas sociales de esta época.” 

### Mitología

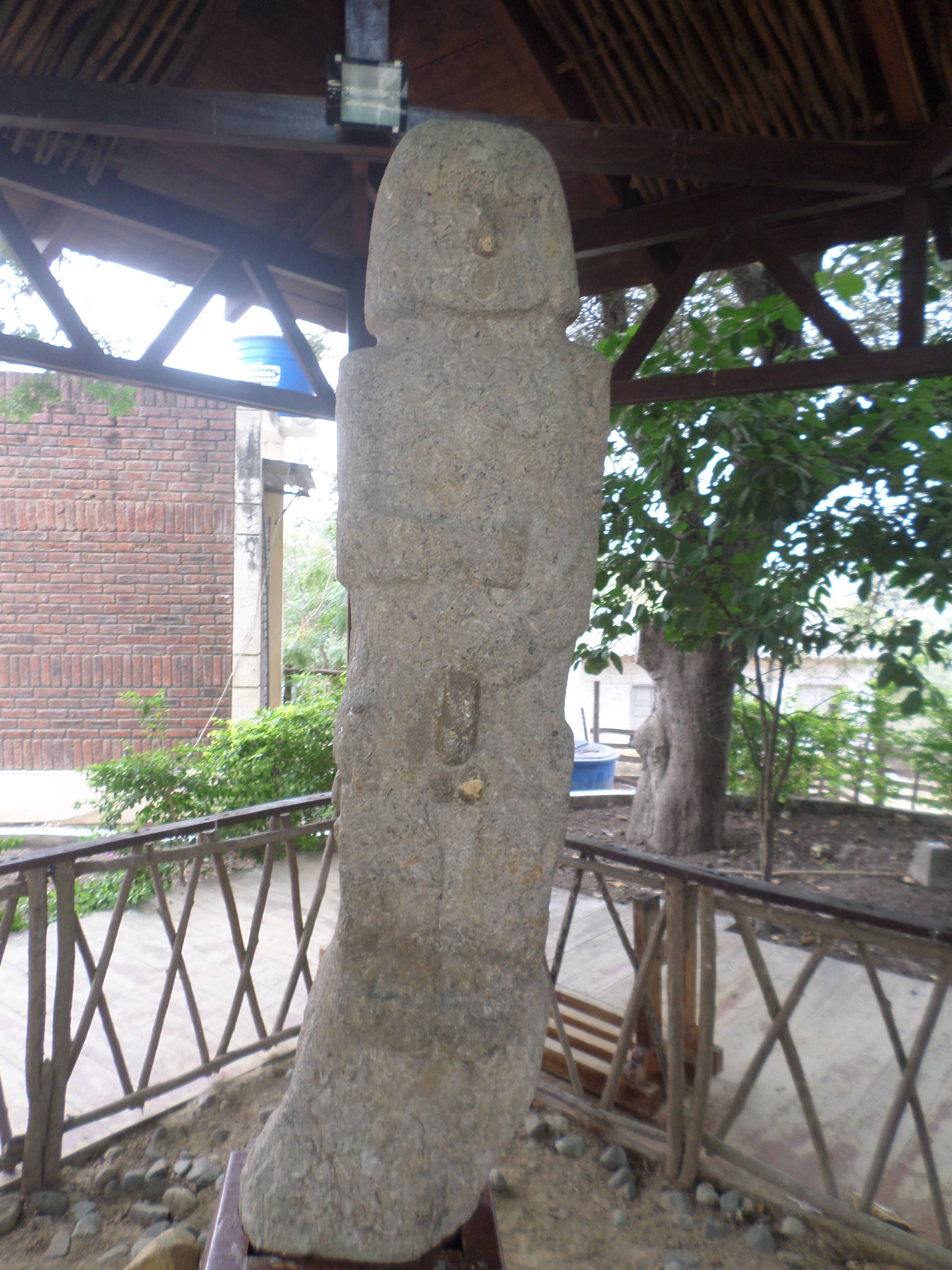
Monolito Huancavilca de San Biritute

Era típico de esta cultura la vasija con un rostro humano tallado en el cuello del recipiente. Los Huancavilcas se distinguieron por sus esculturas en piedra, por lo que construyeron varios monolitos que después formaban parte de sus ritos que en general estaban relacionados con la lluvia, la fertilidad y la salud. Este culto era además compartido con los Manteños, quien habían deificado a Umiña con este mismo propósito. Además de esto, los textiles fueron muy importantes, al igual que la metalurgia. Trabajaron el cobre, elaborando las “hacha-moneda”, las hachas gigantes -que pesaban hasta 20 kilos cada una-, cinceles, pequeños artefactos como agujas, anzuelos de pesca, cascabeles, etc. Las hachas moneda sirvieron como medio de cambio, al igual que la concha espóndilus que era un objeto sagrado por lo que fue encontrada en otras culturas como en los entierros en la necrópolis de los Quitus, o en la laguna de la culebrillas de los Cañari. Por otro lado, la orfebrería alcanzó un alto grado de desarrollo técnico y un símbolo de los huancavilcas es justamente una máscara hecha en oro. 
En la actualidad la mayoría de los monolitos construidos por los huancavilcas se encuentra en Santa Elena, y pueden ser visitados entre los que se encuentran:
- Monolito de "San Biritute"
- Monolito de "Sube y Baja"
- Monolitos de "Cirilo y Cirila"
- Monolito de "Juntas del Pacífico"
- Monolito de "Limoncito"
- Monolito de "Chongon"

## Yacimientos y sociedad

### Distribución geográfica
Ocuparon el mismo territorio que en milenios pasados fueron habitados por indígenas de las culturas Valdivia, Chorrera, Guangala, siendo los Guancavilcas sus descendientes directos. Es decir, que se trata de sociedades nativas adaptadas a la realidad geográfica y ecológica del espacio costero, que como sabemos se destaca por la diversidad de zonas de vida, relieve, clima y características naturales. Desde este punto de vista y siendo la cultura un fenómeno permanentemente acumulativo, es de entender que los Guancavilcas, asimilaron costumbres anteriores, expresadas en las formas de supervivencia, en la tecnología y por cierto en las tradiciones rituales y ceremoniales.
Fray Reginaldo de Lizárraga (1605) describe a los Guancavilcas así:

“Viven en esta ciudad (Guayaquil) y su distrito dos naciones de indios, unos llamados guamcavillcas, gente bien dispuesta y blanca, limpios en sus vestidos y de buen parecer; los otros se llaman chonos, morenos, no tan políticos como los guamcavillcas; los unos y los otros es gente guerrera; sus armas, arco y flecha.”
Fray Reginaldo de Luzárraga

Según la antropóloga argentina Silvia Álvarez Litben, los descendientes de los Guancavilcas serían los actuales comuneros de la provincia de Santa Elena: 

"Es evidente, a lo largo de los últimos 500 años hasta llegar a la conformación del actual estado nación, que los indígenas Huancavilcas mantuvieron la posesión de un territorio colectivo que recién se fragmenta cuando se formaliza la Ley de Comunas de 1937. Hasta ese momento, todos los pueblos y recintos eran asentamientos formados por la dispersión de las familias indígenas recluidas en las Reducciones o Pueblos de Indios de la costa (Álvarez, 1999)”.
Silvia Álvarez

### Lengua
Su lengua precolombina no es conocida o documentada y se considera una lengua no clasificada. Jijón y Caamaño (1941: 385-97) y Pazmiño (1961) tratan a los Huancavilcas y varias grupos vecinos como miembros de una hipotética familia lingüística a tallán. Jijón y Camaño también considera a la lengua de los Mantas, en la provincia de Manabí como parte de esta familia: considera que el Manabí-Huancavilca-Puná representa una misma lengua con diferentes variantes, y las relaciona con el cañari, el puruhá y el mochica. Aunque otras clasificaciones de las lenguas de Sudamérica aceptan en parte estos puntos de vista (Loukotka, 1968) no parece haber una evidencia documental ni empírica suficiente para aceptar dichas propuestas por lo que esta lengua muerta permanece como no clasificada.

### Economía

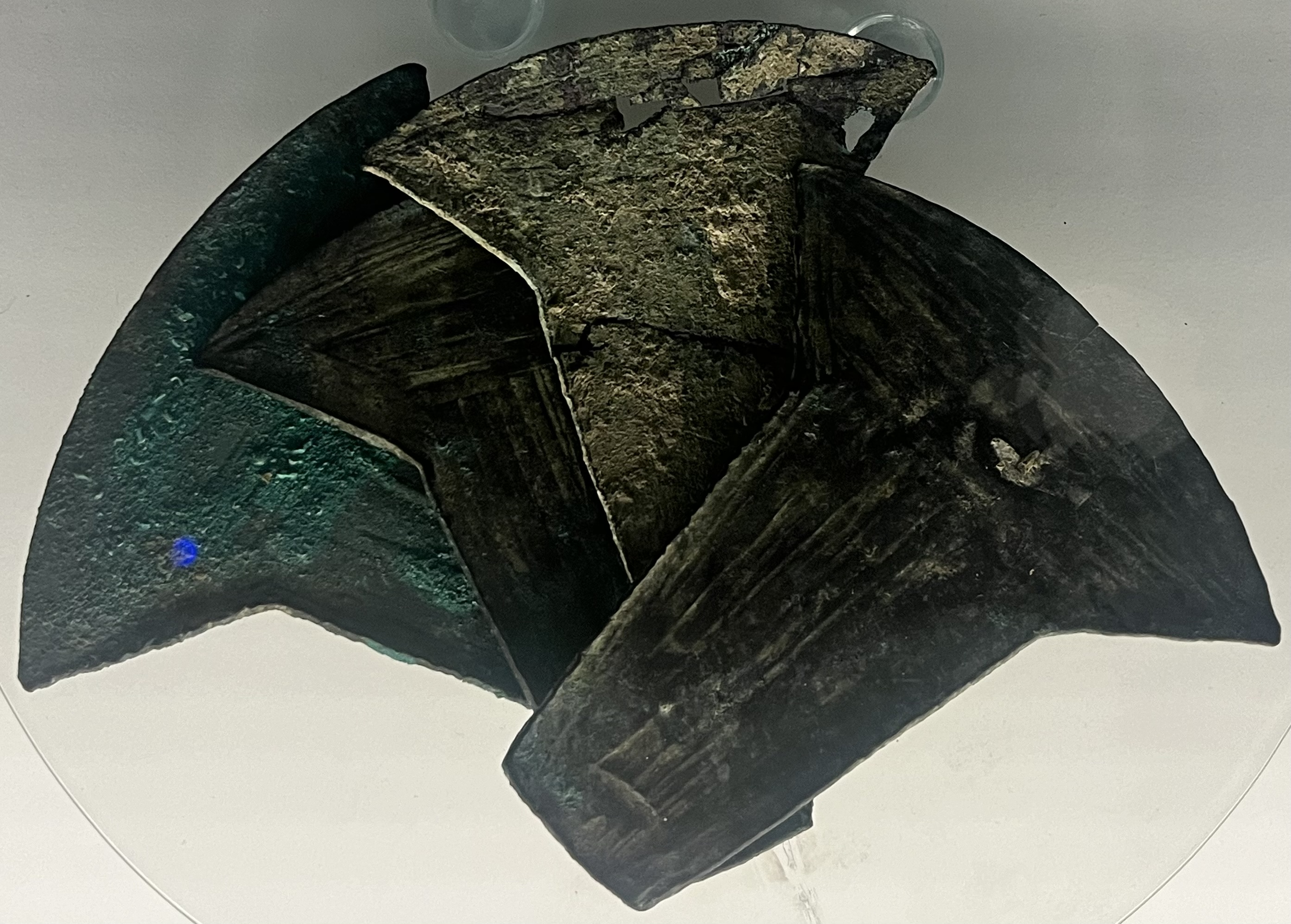
Hachas monedas de los huancavilcas, usadas como dinero en el intercambio con otros pueblos.

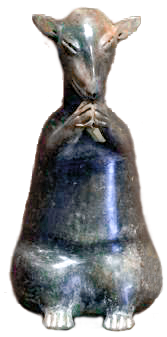
Botella en forma de perro

Las evidencias arqueológicas determinan que los Guancavilcas fueron grandes navegantes que surcaron el océano, en sus grandes balsas, hasta Mesoamérica, Perú y Chile. Sus principales mercancías de exportación y comercio eran la concha spondylus, tejidos de algodón, objetos de oro, plata, cobre y espejos de obsidiana. Hicieron del comercio una de sus principales actividades económicas, gracias al dominio del mar y el uso de las balsas para el mar, cuyo presencia quedó evidenciada en las crónicas de la época, embarcaciones que les permitían realizar extensos recorridos, teniendo como actividad sobresaliente el comercio y el intercambio de productos de la costa pacífica, como textiles, orfebrería y principalmente la concha Spondylus para fines rituales.
La explotación de la concha tiene antecedentes muy antiguos, puesto que en Salango esta actividad aparece desde la época de Valdivia, pasando por Machalilla, Chorrera, Guangala, hasta la época Guancavilca (Norton, 1984: 10, ss). Los Guancavilcas han dejado sus testimonios en la franja costera de las provincias de Manabí, Santa Elena, Guayas y El Oro. Los asentamientos guancavilcas más notables fueron los de Colonche, Puná y en el Golfo de Guayaquil. Tuvieron una subsistencia basada en la agricultura, adaptada a las condiciones climáticas de la zona, que se caracteriza más bien por seca, salvo en las partes altas donde el nivel de humedad es mayor.

### Diversidad sexual
Gracias a las crónicas de Pedro Cieza de León, Gonzalo Fernández de Oviedo, Garcilaso de la Vega, Agustín de Zárate y Girolamo Benzoni, se conoce que la homosexualidad era practicada de forma mucho más abierta entre los huancavilcas en comparación con el resto de pueblos indígenas que encontraron los invasores españoles al momento de la colonización. Algo común en estos registros es el contraste entre la aceptación de la que gozaban estas relaciones en la población huancavilca y el rechazo que expresaron los cronistas para referirse a ellas. Un ejemplo de esto son las crónicas de Garcilaso de la Vega, quien se refirió a las prácticas homosexuales de los huancavilcas como un «vicio», o las de Girolamo Benzoni, quien se refirió a ellos como «sucios sodomitas».
Un papel central en estos registros lo tenían los hombres identificados como «enchaquirados», que recibieron este nombre por el uso de chaquiras y formaban especies de harenes de hombres homosexuales que participaban en ceremonias religiosas y adoptaban vestimenta femenina desde la infancia. Cieza de León describe a los enchaquirados como hombres (uno o más por cada templo) que cumplían el rol de sacerdotes o guardianes de las deidades adoradas por los huancavilcas y que tenían relaciones homosexuales con los caciques de sus tribus durante sus festividades religiosas. De acuerdo al antropólogo Hugo Benavides, el uso de objetos considerados como invaluables por parte de los huancavilcas, como lo eran el oro y las chaquiras de conchas spondylus, indica el estatus elevado que los enchaquirados tenían dentro de la jerarquía social de las tribus.Según Cieza de León, los huancavilcas fueron duramente castigados por los capitanes Francisco Pacheco y Juan de Olmos por practicar la homosexualidad.Relacionado con esto estaba el culto a San Biritute, que se encuentra en la actual comuna Sacachún. Este nombre era el de una de las deidades principales de los huancavilcas.